# Церетели, Василий Зурабович
Васи́лий Зура́бович Церете́ли (род. 31 января 1978, Тбилиси, СССР) — российский художник и арт-менеджер. Президент Российской академии художеств (с 19 мая 2025 года). Исполнительный директор Московского музея современного искусства. Член общественного совета Российского еврейского конгресса.
Академик РАХ (2007; член-корреспондент с 2002). Заслуженный деятель искусств РФ (2025). Член Союза художников РФ с 2007 года.

## Биография
Родился 31 января 1978 года в Тбилиси. До 8 класса жил вместе с семьей в Грузии, затем переехал в Нью-Йорк, где окончил среднюю школу при ООН. Учился в Университете дизайна Parson School of Design и Высшей школе визуального искусства, которую окончил в 2000-м со степенью бакалавра изобразительных искусств. В 2012 году получил степень EMBA в Московской школе управления Сколково.
По возвращении в Москву в 2001 году Василий Церетели был назначен заведующим отделом зарубежного искусства, в 2002 — исполнительным директором Московского музея современного искусства, основанного в 1999 году. Комиссар Министерства культуры Российской Федерации на Международных выставках в Венеции. С 2006 по 2010 год — Комиссар Российского Павильона на Венецианской художественной биеннале.
Художник, фотограф, является автором нескольких видеоинсталляций и участником многочисленных выставок.
Василий Церетели — вице-президент Российской академии художеств, руководитель отделения новейших художественных течений Российской академии художеств, член Московского союза художников, Союза художников России, член Ассоциации искусствоведов, член президиума ИКОМ, член CIMAM, член Совета по культуре при Председателе Государственной Думы Федерального Собрания Российской Федерации.
Василий Церетели входит в жюри российской национальной премии Кандинского, член жюри премии в области современного искусства Сергея Курехина, член оргкомитета Московской международной биеннале молодого искусства, арт-директор международного фестиваля-школы современного искусства TERRITORIЯ.
Член Общественной палаты Центрального федерального округа, председатель комиссии Общественной палаты Центрального федерального округа по реализации общественных проектов в сфере культуры и духовно-нравственного воспитания, член конкурсной комиссии по присуждению Премии Центрального федерального округа в области культуры и искусства. В 2012 году в списке 50 самых влиятельных людей в современном российском искусстве, составленном журналом Артхроника, занял 1-е место. В 2013 году вошёл в общественный совет при Министерстве культуры Российской Федерации и в попечительский совет Государственного центра современного искусства.

## Награды
- Кавалер Ордена Искусств и литературы (Франция, 2015 год)[6].
- Офицер Королевского Ордена Изабеллы Католической (Испания, 14 апреля 2016 года)[7].
- Медаль ордена «За заслуги перед Отечеством» II степени (24 января 2018 года) — за заслуги в развитии отечественной культуры и искусства, многолетнюю плодотворную деятельность[8]
- Заслуженный деятель искусств Российской Федерации (24 июня 2025 года) — за большой вклад в развитие отечественной культуры и искусства, многолетнюю плодотворную деятельность[5]

## Семья
- Жена — Кира Сакарелло, испанский модельер. Трое сыновей и дочь.
- Отец — Реваз Махарадзе[9].
- Мать — Церетели, Елена Зурабовна, искусствовед, художник.
- Дед — Церетели, Зураб Константинович, скульптор, живописец, народный художник СССР, Герой Социалистического Труда.
- Бабушка — Церетели, Инесса Александровна (урождённая Андроникашвили).